# Thaumastochelopsis
Thaumastochelopsis ist eine meeresbewohnende Gattung der Zehnfußkrebse (Decapoda) aus der Familie der Hummerartigen (Nephropidae). Sie umfasst zwei Arten, die beide im Korallenmeer bei Australien heimisch sind.

## Beschreibung
Die Gattung besitzt eine einheitlich gelblich-weiße Färbung. Die Carapax-Längen der bisher bekannten Exemplare reichen von 19 bis 33 mm, bei Gesamtkörperlängen von 46 bis 78 mm.
Das Rostrum ist nach vorne hin abgeflacht und neigt sich nach unten, es besitzt seitliche Zähne. Der Carapax ist granuliert und weist keine besonderen Grate auf. Der Pleon ist stark niedergedrückt und wie der Carapax vor allem rückenseitig granuliert. Das Telson hat eine quadratische Form mit runden Ecken und ist ohne Stacheln bzw. Dorne. Die Stielaugen sind beweglich aber unpigmentiert. Die Exopoditen des dritten Maxillipeden sind verkümmert.
Die Scheren am ersten Schreitbeinpaar sind voll entwickelt und deutlich ungleich sowie unterschiedlich lang. Die Hand (Palm) der größeren Schere erscheint geschwollen, die Finger sind länglich und mit vielen variablen Dornen versehen. Bei der kleinere Schere ist die Hand eher länglich und die Länge der Scherenfinger ist länger als die der Scherenhand. Auch das zweite, dritte und fünfte Schreitbeinpaar sind mit sehr kleinen Scheren versehen.
Das erste Paar der Schwimmbeine ist bei Weibchen reduziert und ohne Verzweigung, während es bei Männchen deutlich zweigliedrig ist. Die Uropoden sind an ihren Kanten behaart und haben eine deutliche Diaeresis, eine querverlaufende Vertiefung.

## Verbreitung und Lebensraum
Die Arten der Gattung sind im Korallenmeer verbreitet. Der Fund von Thaumastochelopsis brucei stammt aus 425 m Tiefe, die Funde von Thaumastochelopsis wardi aus 199 bis 250 m Tiefe. Über den Lebensraum ist bisher nichts bekannt. Man nimmt jedoch an, dass die Arten dieser Gattung wie andere Hummerartige auch auf eher weichen Substraten zu finden sind, wo sie Höhlen bewohnen.

## Systematik und Taxonomie
Die Gattung besteht aus den folgenden Arten, die sich v. a. durch die unterschiedliche Bewehrung von Dactylus und Propodus des ersten Schreitbeinpaares unterscheiden:
- Thaumastochelopsis brucei Ahyong, Chu & Chan, 2007
- Thaumastochelopsis wardi Bruce, 1988

Thaumastochelopsis ist mit den Gattungen Thaumastocheles und Dinochelus näher verwandt. Diese drei Gattungen bilden eine monophyletische Gruppe innerhalb der Hummerartigen. Von Thaumastocheles unterscheidet sich Thaumastochelopsis u. a. durch die unterschiedlichen Stielaugen und die Morphologie der Exopoditen der Maxillen.
A. J. Bruce beschrieb die Gattung anhand zwei gefangener Exemplare von Thaumastochelopsis wardi. Diese Art ist somit Typspezies. Das Suffix '-opsis' bedeutet sinngemäß 'äußeres Erscheinungsbild von', der Gattungsname bezieht sich folglich auf die Ähnlichkeiten mit Thaumastocheles.